# Провулок Наталії Лотоцької
Прову́лок Ната́лії Лото́цької — провулок у Голосіївському районі міста Києва, місцевість Ширма. Пролягає від вулиці Наталії Лотоцької до Мистецької вулиці.

## Історія
Провулок виник у 30-ті роки XX століття, мав назву 760-та Нова вулиця.  — з 1953 року отримав назву Пролетарський провулок. 
Сучасна назва на честь української акторки, народної артистки України Наталії Лотоцької — з травня 2023 року.
У різні часи назву Пролетарський також мали Автозаводський провулок, Мистецька вулиця та зниклий у 1970-ті роки Задніпровський провулок.